# Elettariopsis kandariensis
Elettariopsis kandariensis är en enhjärtbladig växtart som först beskrevs av Karl Moritz Schumann, och fick sitt nu gällande namn av Ludwig Eduard Loesener. Elettariopsis kandariensis ingår i släktet Elettariopsis och familjen Zingiberaceae.
Artens utbredningsområde är Sulawesi. Inga underarter finns listade i Catalogue of Life.